# FK Krasnodar
Der FK Krasnodar (russisch Футбольный клуб Краснодар; wiss. Transliteration: Futbol’nyj klub Krasnodar) ist ein russischer Fußballverein aus der Stadt Krasnodar am Kuban. In der Saison 2024/25 wurde der FK Krasnodar als zweiter kaukasischer Verein nach Alanija Wladikawkas (1995) russischer Meister.

## Geschichte
Der FK Krasnodar wurde im Jahr 2008 von Sergei Galizki, dem Eigentümer der Einzelhandelskette Magnit gegründet. In der ersten Saison gelang mit dem dritten Platz in der 2. Division der direkte Aufstieg in die zweithöchste Spielklasse Russlands, da mehrere Vereine wegen der Finanzkrise nicht teilnehmen konnten. Hier konnte der Verein 2009 den zehnten Rang in der Abschlusstabelle belegen. Da sich Saturn Ramenskoje freiwillig aus der Premjer-Liga zurückzog, wurde der FK Krasnodar als der Fünftplatzierte der 1. Fußball-Division 2010 in die Premjer-Liga aufgenommen. In den ersten beiden Spielzeiten im russischen Fußballoberhaus belegte die Mannschaft aus Krasnodar Plätze im gesicherten Tabellenmittelfeld.
Durch den fünften Tabellenplatz aus der Saison 2013/14 nahm der Verein an der Qualifikation für die UEFA Europa League teil, wo sie JK Kalev Sillamäe, Diósgyőri VTK und Real Sociedad San Sebastián nacheinander besiegt haben. In der Gruppenphase der UEFA Europa League 2014/15 traf der FK Krasnodar neben dem OSC Lille und dem FC Everton auf den Bundesligisten VfL Wolfsburg und schied als Tabellendritter aus dem Wettbewerb aus.
In der Saison 2014/15 kämpfte die Mannschaft bis zum letzten Spieltag um die Vizemeisterschaft in der heimischen Liga, musste allerdings den ZSKA Moskau vorbeiziehen lassen und nahm durch den dritten Tabellenplatz erneut an der Qualifikation für die UEFA Europa League 2015/16 teil. In den beiden Qualifikationsrunden konnte die Mannschaft sich gegen ŠK Slovan Bratislava und HJK Helsinki durchsetzen und wie bereits im Vorjahr die Gruppenphase erreichen. Mit Borussia Dortmund, PAOK Thessaloniki und FK Qəbələ vervollständigte Krasnodar die Gruppe C des Wettbewerbs. Bereits nach dem fünften Spieltag schaffte die Mannschaft zum ersten Mal in seiner Geschichte den Sprung ins Sechzehntelfinale der Europa League, wo sie allerdings gegen Sparta Prag ausschied.
In der Premjer-Liga 2015/16 belegte FK Krasnodar den vierten Platz in der Abschlusstabelle. Somit war der Club berechtigt in der dritten Qualifikationsrunde in den Kampf um die UEFA Europa League 2016/17 einzusteigen, wo sie auf den FC Birkirkara trafen. Beide Partien wurden gegen den maltesischen Club gewonnen (3:0 und 3:1). In der darauffolgenden Play-off-Runde gegen den FK Partizani Tirana gewann Krasnodar im heimischen Stadion mit 4:0 und spielte 0:0 auswärts. Somit spielte das Team aus Krasnodar in der Gruppenphase des Wettbewerbes und traf in der Gruppe I auf FC Schalke 04, FC Red Bull Salzburg und OGC Nizza. Am 6. Oktober 2016 wurde Igor Schalimow als Nachfolger von Oleg Kononow auf dem Cheftrainerposten vorgestellt. In der Europa League wurde FK Krasnodar Tabellenzweiter hinter Schalke und traf somit im Sechzehntelfinale auf Fenerbahçe Istanbul. Krasnodar gewann im heimischen Stadion mit 1:0 und erspielte 1:1 in der Türkei. Der Einzug ins Viertelfinale des europäischen Wettbewerbs blieb dem Verein im Achtelfinaleduell gegen Celta Vigo nach zwei Niederlagen (1:2 in Spanien und 0:2 auf heimischem Boden) verwehrt. In der nationalen Premjer-Liga 2016/17 erzielte FK Krasnodar erneut den vierten Tabellenplatz, der den Club abermals berechtigte, in der dritten Qualifikationsrunde der UEFA Europa League 2017/18 zu starten. Hier trafen sie auf den Lyngby BK, beide Spiele wurden gegen den dänischen Club gewonnen (2:1 und 3:1). In der anschließenden Play-off-Runde gegen den FK Roter Stern Belgrad gewann Krasnodar zwar das Heimspiel mit 3:2, verlor jedoch das Rückspiel in der serbischen Hauptstadt mit 1:2 und schied wegen der Auswärtstorregel aus dem Wettbewerb aus.
Nachdem der FK Krasnodar in der Vorsaison noch Vizemeister wurde, gelang der Mannschaft 2024/25 der große Durchbruch und sie wurden erstmals in ihrer Vereinsgeschichte russischer Meister. Nach Alanija Wladikawkas in der Saison 1995 ist der FK Krasnodar der zweite Verein aus dem Kaukasus, der die russische Meisterschaft gewinnen konnte.

## Stadion

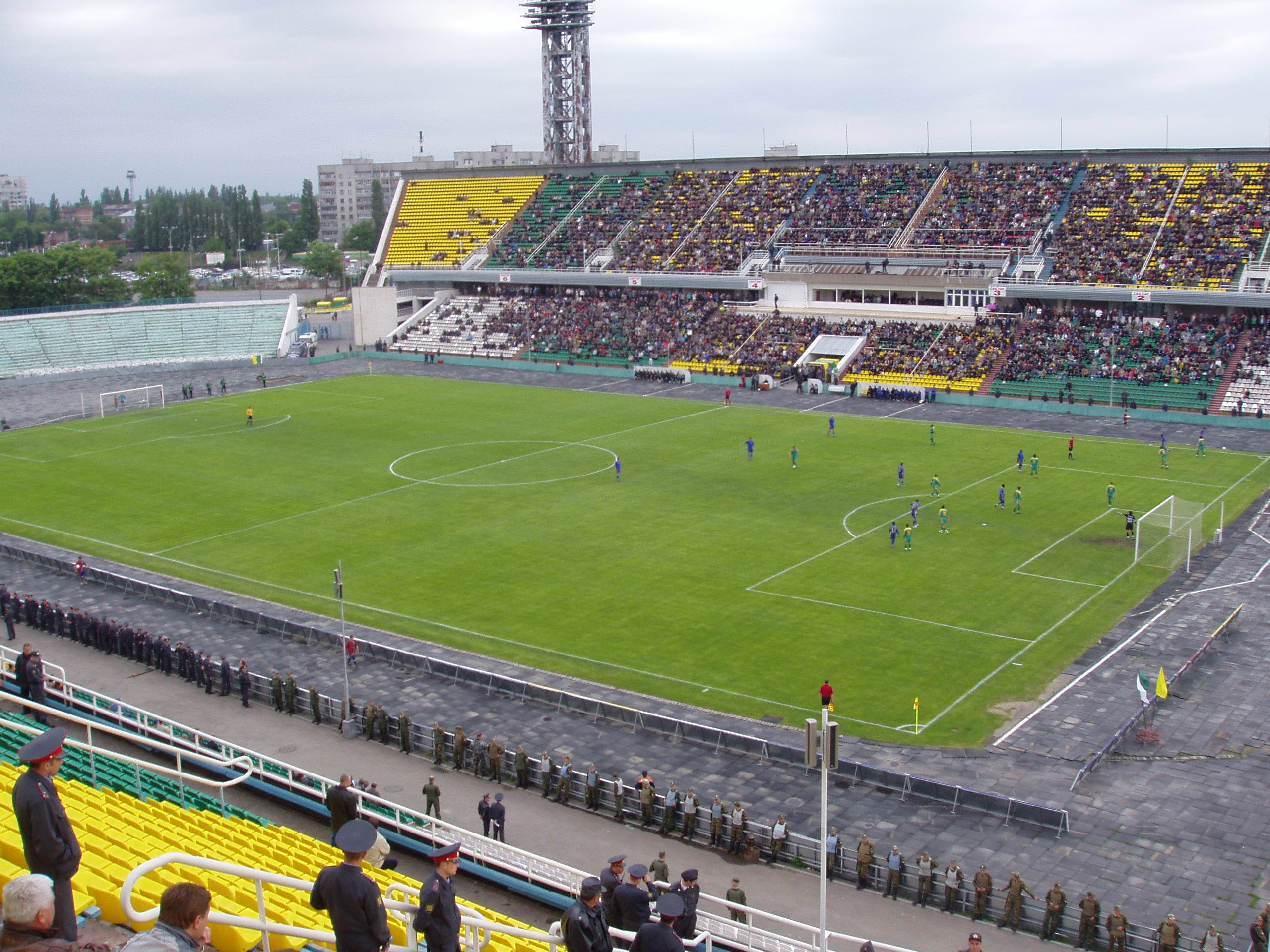
Das Kuban-Stadion von 1960

Der Verein trug zunächst seine Heimspiele im 32.000 Zuschauer fassenden Kuban-Stadion aus, das bereits im Jahre 1960 erbaut wurde. Der FK Krasnodar teilte sich seine Heimspielstätte mit dem Stadtrivalen FK Kuban Krasnodar. Sergei Galizki baute seit 2013 in eigener Regie an der Straße Wostotschno-Kruglikowskaja im Nordosten der Stadt das Krasnodar-Stadion mit 34.291 Plätzen, das am 9. Oktober 2016 vor 34.200 Zuschauern mit einem Freundschaftsspiel von Russland gegen Costa Rica (3:4) eingeweiht wurde. Die erste Partie des FK Krasnodar fand im neuen Stadion am 20. Oktober 2016 im Rahmen der UEFA Europa League gegen den FC Schalke 04 (0:1) statt.

## Erfolge
- Russischer Meister: 2025
- Russischer Vizemeister: 2024
- Russischer Pokalfinalist: 2014, 2023

## Europapokalbilanz
| Saison  | Wettbewerb            | Runde                  | Gegner                      | Gesamt    | Hin     | Rück    |
| ------- | --------------------- | ---------------------- | --------------------------- | --------- | ------- | ------- |
| 2014/15 | UEFA Europa League    | 2. Qualifikationsrunde | JK Kalev Sillamäe           | 9:0       | 4:0 (A) | 5:0 (H) |
| 2014/15 | UEFA Europa League    | 3. Qualifikationsrunde | Diósgyőri VTK               | 8:1       | 5:1 (A) | 3:0 (H) |
| 2014/15 | UEFA Europa League    | Play-offs              | Real Sociedad San Sebastián | 3:1       | 0:1 (A) | 3:0 (H) |
| 2014/15 | UEFA Europa League    | Gruppenphase           | OSC Lille                   | 2:2       | 1:1 (A) | 1:1 (H) |
| 2014/15 | UEFA Europa League    | Gruppenphase           | FC Everton                  | 2:1       | 1:1 (H) | 1:0 (A) |
| 2014/15 | UEFA Europa League    | Gruppenphase           | VfL Wolfsburg               | 3:9       | 2:4 (H) | 1:5 (A) |
| 2015/16 | UEFA Europa League    | 3. Qualifikationsrunde | ŠK Slovan Bratislava        | 5:3       | 2:0 (H) | 3:3 (A) |
| 2015/16 | UEFA Europa League    | Play-offs              | HJK Helsinki                | 5:1       | 5:1 (H) | 0:0 (A) |
| 2015/16 | UEFA Europa League    | Gruppenphase           | Borussia Dortmund           | 2:2       | 0:1 (A) | 2:1 (H) |
| 2015/16 | UEFA Europa League    | Gruppenphase           | FK Qəbələ                   | 5:1       | 2:1 (H) | 3:0 (A) |
| 2015/16 | UEFA Europa League    | Gruppenphase           | PAOK Thessaloniki           | 2:1       | 0:0 (A) | 2:1 (H) |
| 2015/16 | UEFA Europa League    | Sechzehntelfinale      | Sparta Prag                 | 0:4       | 0:1 (A) | 0:3 (H) |
| 2016/17 | UEFA Europa League    | 3. Qualifikationsrunde | FC Birkirkara               | 6:1       | 3:0 (A) | 3:1 (H) |
| 2016/17 | UEFA Europa League    | Play-offs              | FK Partizani Tirana         | 4:0       | 4:0 (H) | 0:0 (A) |
| 2016/17 | UEFA Europa League    | Gruppenphase           | FC Salzburg                 | 2:1       | 1:0 (A) | 1:1 (H) |
| 2016/17 | UEFA Europa League    | Gruppenphase           | OGC Nizza                   | 6:4       | 5:2 (H) | 1:2 (A) |
| 2016/17 | UEFA Europa League    | Gruppenphase           | FC Schalke 04               | 0:3       | 0:1 (A) | 0:2 (H) |
| 2016/17 | UEFA Europa League    | Sechzehntelfinale      | Fenerbahçe Istanbul         | 1:0       | 1:0 (H) | 0:0 (A) |
| 2016/17 | UEFA Europa League    | Achtelfinale           | Celta Vigo                  | 1:4       | 1:2 (A) | 0:2 (H) |
| 2017/18 | UEFA Europa League    | 3. Qualifikationsrunde | Lyngby BK                   | 5:2       | 2:1 (H) | 3:1 (A) |
| 2017/18 | UEFA Europa League    | Play-offs              | FK Roter Stern Belgrad      | (a)4:4(a) | 3:2 (H) | 1:2 (A) |
| 2018/19 | UEFA Europa League    | Gruppenphase           | Akhisarspor                 | 3:1       | 1:0 (A) | 2:1 (H) |
| 2018/19 | UEFA Europa League    | Gruppenphase           | FC Sevilla                  | 2:4       | 2:1 (H) | 0:3 (A) |
| 2018/19 | UEFA Europa League    | Gruppenphase           | Standard Lüttich            | 3:3       | 1:2 (A) | 2:1 (H) |
| 2018/19 | UEFA Europa League    | Sechzehntelfinale      | Bayer 04 Leverkusen         | (a)1:1(a) | 0:0 (H) | 1:1 (A) |
| 2018/19 | UEFA Europa League    | Achtelfinale           | Valencia                    | 2:3       | 1:2 (A) | 1:1 (H) |
| 2019/20 | UEFA Champions League | 3. Qualifikationsrunde | FC Porto                    | (a)3:3(a) | 0:1 (H) | 3:2 (A) |
| 2019/20 | UEFA Champions League | Play-offs              | Olympiakos Piräus           | 1:6       | 0:4 (A) | 1:2 (H) |
| 2019/20 | UEFA Europa League    | Gruppenphase           | FC Basel                    | 1:5       | 0:5 (A) | 1:0 (H) |
| 2019/20 | UEFA Europa League    | Gruppenphase           | FC Getafe                   | 1:5       | 1:2 (H) | 0:3 (A) |
| 2019/20 | UEFA Europa League    | Gruppenphase           | Trabzonspor                 | 5:1       | 2:0 (A) | 3:1 (H) |
| 2020/21 | UEFA Champions League | Play-offs              | PAOK Thessaloniki           | 4:1       | 2:1 (H) | 2:1 (A) |
| 2020/21 | UEFA Champions League | Gruppenphase           | Stade Rennes                | 2:1       | 1:1 (A) | 1:0 (H) |
| 2020/21 | UEFA Champions League | Gruppenphase           | FC Chelsea                  | 1:5       | 0:4 (H) | 1:1 (A) |
| 2020/21 | UEFA Champions League | Gruppenphase           | FC Sevilla                  | 3:5       | 2:3 (A) | 1:2 (H) |
| 2020/21 | UEFA Europa League    | Sechzehntelfinale      | Dinamo Zagreb               | 2:4       | 2:3 (H) | 0:1 (A) |

Gesamtbilanz: 72 Spiele, 32 Siege, 14 Unentschieden, 26 Niederlagen, 106:92 Tore (Tordifferenz +14)

## Aktueller Kader 2023/24
Stand: 22. Juni 2024
| Nr. |           | Position | Name               |
| --- | --------- | -------- | ------------------ |
| 1   | Russland  | TW       | Stanislaw Agkazew  |
| 39  | Russland  | TW       | Matwei Safonow     |
| 73  | Russland  | TW       | Michail Schtepa    |
| 3   | Brasilien | AB       | Vítor Tormena      |
| 4   | Paraguay  | AB       | Júnior Alonso      |
| 15  | Uruguay   | AB       | Lucas Olaza        |
| 23  | Russland  | AB       | Alexander Ektow    |
| 31  | Brasilien | AB       | Kaio               |
| 33  | Armenien  | AB       | Georgi Harutjunjan |
| 82  | Russland  | AB       | Sergei Wolkow      |
| 98  | Russland  | AB       | Sergei Petrow      |
| 5   | Kolumbien | MF       | Kevin Castaño      |
| 6   | Kap Verde | MF       | Kevin Lenini       |

| Nr. |           | Position | Name                  |
| --- | --------- | -------- | --------------------- |
| 10  | Armenien  | MF       | Eduard Sperzjan       |
| 14  | Serbien   | MF       | Mihailo Banjac        |
| 20  | Brasilien | MF       | Kady Borges           |
| 53  | Russland  | MF       | Alexander Tschernikov |
| 88  | Russland  | MF       | Nikita Kriwzow        |
| 7   | Brasilien | ST       | Victor Sá             |
| 9   | Kolumbien | ST       | Jhon Córdoba          |
| 11  | Angola    | ST       | João Batxi            |
| 21  | Russland  | ST       | Danil Karpow          |
| 40  | Nigeria   | ST       | Olakunle Olusegun     |
| 69  | Russland  | ST       | Irakli Manelow        |
| 90  | Nigeria   | ST       | Moses David Cobnan    |
| 96  | Russland  | ST       | Alexander Kokscharow  |

## Ehemalige Spieler
| Russland - Ruslan Adschindschal - Wladimir Bystrow - Spartak Gognijew - Iwan Ignatjew - Marat Ismailow - Renat Janbajew - Alexander Jerochin - Stanislaw Krizjuk - Fjodor Kudrjaschow - Pawel Mamajew - Oleg Schatow - Roman Schirokow - Roman Schischkin - Dmitri Skopinzew - Igor Smolnikow - Fjodor Smolow - Dmitri Torbinski | GUS und ehemalige Sowjetunion - Jura Mowsisjan - Marcos Pizzelli - Aleksandre Amisulaschwili - Otar Martzwaladse - Tornike Okriaschwili - Nukri Rewischwili - Andrij Dykan - Ihor Kalinin - Odil Ahmedov - Sjarhej Kisljak - Aljaksandr Kultschy | Europa - Ognjen Vranješ - Aleksandar Mladenow - Younes Namli - Jón Guðni Fjóluson - Ragnar Sigurðsson - Nikola Drinčić - Tonny Vilhena - Stefan Strandberg - Artur Jędrzejczyk - Manuel Fernandes - Andrei Ivan - Marcus Berg - Andreas Granqvist - Kristoffer Olsson - Uroš Spajić - Vladimir Koman | Südamerika - Ari - Isael - Joãozinho - Naldo - Wanderson - Christian Cueva - Mauricio Pereyra Afrika - Charles Kaboré - Kouassi Eboue - Gerard Gohou - Ambroise Oyongo - Adolphe Teikeu - Moussa Konaté |

## Ehemalige Trainer
- Slavoljub Muslin
- Igor Schalimow
- Daniel Farke

## Zweite Mannschaft
FK Krasnodar II war ebenfalls eine Profimannschaft und spielte in der drittklassigen 2. Liga Division A.
Die Reservemannschaft des FK Krasnodar wurde im Frühjahr 2013 initiiert und nahm zur Spielzeit 2013/14 den Spielbetrieb in der Südstaffel der drittklassigen 2. Liga auf. In der ersten Spielzeit belegte sie dort den letzten Nicht-Abstiegsplatz, ehe sie sich in den folgenden Jahren im vorderen Mittelfeld platzierte. 2018 profitierte FK Krasnodar-2 vom Rückzug von Amkar Perm aus der Premjer-Liga, in dessen Folge Anschi Machatschkala in die höchste Spielklasse und die Zweitvertretung in die zweitklassige 1. Liga nachrückte. Hier platzierte sie sich im mittleren Tabellenbereich, ehe sie am Ende der Spielzeit 2022/23 wieder abstieg.
Etliche Spieler, die später in der Wettkampfmannschaft und teilweise bis hin zur russischen Nationalmannschaft reüssierten, durchliefen die Reservemannschaft. Hierunter fallen exemplarisch Namen wie Daniil Dmitrijewitsch Fomin, Nikolai Nikolajewitsch Komlitschenko, Ilja Konstantinowitsch Schiguljow oder Alex Romanowitsch Mazukatow bzw. des Armeniers Eduard Sperzjan.
Nach der Saison 2024/25 wurde die Mannschaft aufgelöst.